# Condado de Sagasta

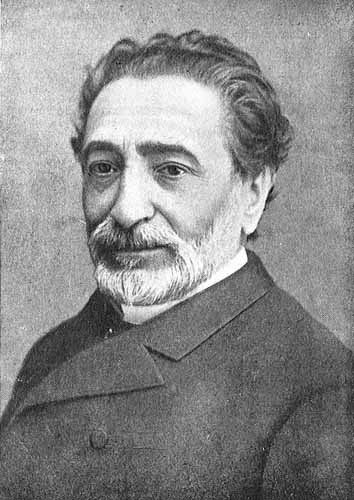
Retrato de Práxedes Mateo Sagasta, en cuyo honor se creó, para su hija, el título condal de Sagasta.

El condado de Sagasta es un título nobiliario español creado por el rey Alfonso XIII en favor de Esperanza Mateo-Sagasta y Vidal, esposa de Fernando Merino y Villarino, mediante real decreto del 7 de enero de 1904 y despacho expedido el 28 de abril de 1905.
El título se le concedió en memoria de su padre Práxedes Mateo Sagasta, caballero del Toisón de Oro, por los servicios realizados como presidente del Consejo de Ministros, cargo que ocupó en siete ocasiones.

## Condes de Sagasta
|                           | Titular                              | Periodo                   |
| Creación por Alfonso XIII | Creación por Alfonso XIII            | Creación por Alfonso XIII |
| ------------------------- | ------------------------------------ | ------------------------- |
| I                         | Esperanza Mateo-Sagasta y Vidal      | 1905-1925                 |
| II                        | Carlos Merino y Mateo-Sagasta        | 1929-1933                 |
| III                       | Fernando Merino y González del Valle | 1970-1995                 |
| IV                        | Fernando Merino y Loredo             | 1996-hoy                  |

## Historia de los condes de Sagasta
- Esperanza Mateo-Sagasta y Vidal (1875-1925), I condesa de Sagasta, dama de la Orden de damas nobles de María Luisa (1909).[3]

Casó el 21 de julio de 1892, en Madrid, con Fernando Merino y Villarino (1859-1929), Gran Cruz de Isabel la Católica, diputado a Cortes por León desde 1891 a 1923, ministro de la Gobernación y gobernador del Banco de España. Le sucedió, en 1929, su hijo:
- Carlos Merino y Mateo-Sagasta (1895-1933), II conde de Sagasta, abogado, diputado a Cortes por León en 1918 y 1923.[4]

Casó 25 de febrero de 1920, en Madrid, con María Luz González del Valle y Cantero (1895-1969), hija de Benito González del Valle y su primera mujer Carolina Cantero. El 21 de julio de 1955 (BOE del día 28 del mismo mes) se cursó una solicitud de Fernando Merino y González del Valle, hijo de dicho matrimonio, para rehabilitar el título. Habiendo hecho Félix Iturriaga y Codes la misma petición para suceder, el 13 de febrero de 1956 (BOE del día 18) se convocó a ambos para que pudiesen «alegar (...) lo que crean convenir a sus respectivos derechos». Finalmente, el 24 de julio de 1969, por decreto publicado en el BOE del 13 de septiembre, se rehabilitó el título en favor del primer solicitante, a quien se le expidió la correspondiente carta de sucesión el 9 de enero de 1970:
- Fernando Merino y González del Valle (1921-1995), III conde de Sagasta, caballero de la Orden de Isabel la Católica.[4]

Casó el 20 de mayo de 1950, en Lima, con Ester Loredo y del Solar, hija del ingeniero Julio Loredo y Mendívi y de Mary del Solar y Buckley. El 14 de mayo de 1996, tras orden del 15 de abril de 1996 (BOE del día 29) para que se expida la correspondiente carta de sucesión, le sucedió su hijo:
- Fernando Merino y Loredo (n. 1951), IV conde de Sagasta.[4]

Casó el 15 de febrero de 1979, en Lima, con Nora Gómez Monroy (n. 1955), de quién se separó en 1991, divorciándose cinco años más tarde. Con ella tuvo un hijo en 1982, Fernando Merino y Gómez, presunto heredero del título de conde de Sagasta.